# كارميت باكر
كارميت باكر (مواليد 4 سبتمبر 1974) هي مغنية، راقصة، عارضة وممثلة أمريكية وهي عضوة في فرقة بوسيكات دولز.

## روابط خارجية
- كارميت باكر على موقع IMDb (الإنجليزية)
- كارميت باكر على موقع ميوزك برينز (الإنجليزية)
- كارميت باكر على موقع أول موفي (الإنجليزية)
- كارميت باكر على موقع قاعدة بيانات الفيلم (الإنجليزية)